# 非裔移民博物馆
37°47′11″N 122°24′06″W / 37.786411°N 122.401546°W

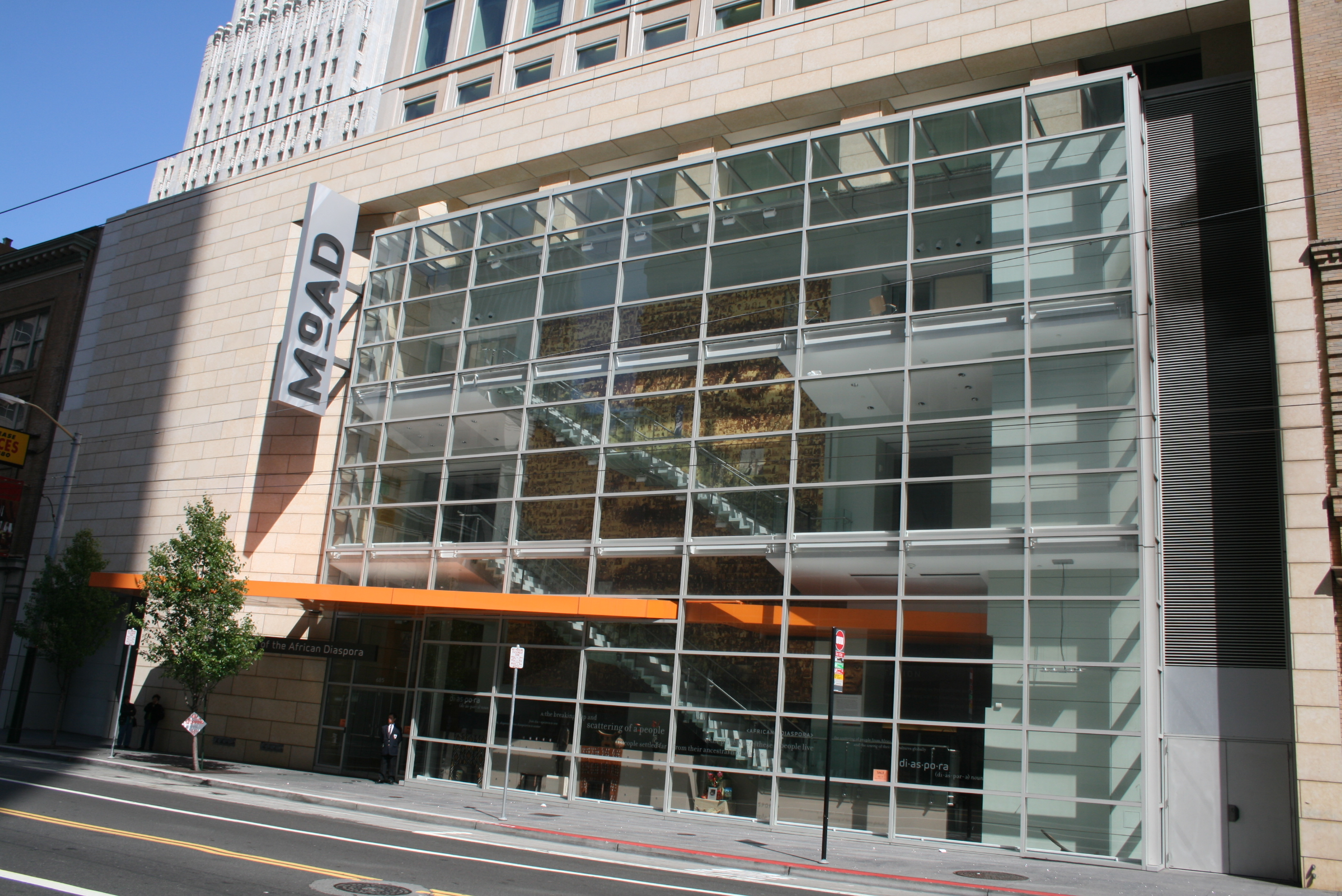
非裔移民博物馆

非裔移民博物馆（英语：Museum of the African Diaspora）是一个位于美国加利福尼亚州旧金山的博物馆，位于圣雷吉斯博物馆大厦里面。

## 历史
于2005年伴随着分契式公寓和酒店建成开幕。
博物馆介绍了非洲人民移民和被贩卖到北美洲、南美洲和加勒比海地区等地方的历史，并讲述他们在废除奴隶制之后，如何在文化等各方面影响所属地区的文化等等。
最近，博物馆也新设了介绍人类在发源地-埃塞俄比亚原始生活的展馆，并以所有人类都是发源自非洲来宣扬种族平等。